# Mark Druce
Mark Andrew Druce (sinh ngày 3 tháng 3 năm 1974) ở Oxford, Anh, là một cầu thủ bóng đá người Anh đã giải nghệ thi đấu ở vị trí tiền đạo cho nhiều đội bóng ở Football League.